# Tanauan (Batangas)
Tanauan is een stad in de Filipijnse provincie Batangas op het eiland Luzon. Bij de laatste census in 2010 telde de stad ruim 152 duizend inwoners.

## Geschiedenis
De stad dankt haar naam waarschijnlijk aan de naam van een heestersoort genaamd tanawa die vroeger veelvuldig voorkwam in de omgeving van de stad.
Op 10 maart 2001 werd Tanauan een stad.

## Geografie

### Bestuurlijke indeling
Tanauan is onderverdeeld in de volgende 48 barangays:
| - Altura Bata - Altura Matanda - Altura-South - Ambulong - Banadero - Bagbag - Bagumbayan - Balele - Banjo East - Banjo Laurel - Bilog-bilog - Boot - Cale - Darasa - Pagaspas - Gonzales | - Hidalgo - Janopol - Janopol Oriental - Laurel - Luyos - Mabini - Malaking Pulo - Maria Paz - Maugat - Montaña - Natatas - Pantay Matanda - Pantay Bata - Poblacion Barangay 1 - Poblacion Barangay 2 - Poblacion Barangay 3 | - Poblacion Barangay 4 - Poblacion Barangay 5 - Poblacion Barangay 6 - Poblacion Barangay 7 - Sala - Sambat - San Jose - Santol (Doña Jacoba Garcia) - Santor - Sulpoc - Suplang - Talaga - Tinurik - Trapiche - Ulango - Wawa |

## Demografie
Tanauan had bij de census van 2010 een inwoneraantal van 152.393 mensen. Dit waren 9.856 mensen (6,9%) meer dan bij de vorige census van 2007. Ten opzichte van de census van 2000 was het aantal inwoners gegroeid met 34.854 mensen (29,7%). De gemiddelde jaarlijkse groei in die periode kwam daarmee uit op 2,63%, hetgeen hoger was dan het landelijk jaarlijks gemiddelde over deze periode (1,90%).

De bevolkingsdichtheid van Tanauan was ten tijde van de laatste census, met 152.393 inwoners op 107,16 km², 1422,1 mensen per km².

## Geboren in Tanauan
- Apolinario Mabini, (23 juli 1864), theoreticus die meeschreef aan de grondwet van de eerste Filipijnse Republiek (1899-1901) (overleden 13 mei 1903);
- José Laurel, (9 maart 1891), president van de Filipijnen (overleden 1959);
- Teodoro Valencia (7 mei 1913), journalist en columnist (overleden 1987);
- Manuel Collantes (20 augustus 1917), diplomaat, politicus en minister (overleden 2009);
- Renato Corona (15 oktober 1948), opperrechter Filipijns hooggerechtshof.

Agoncillo · Alitagtag · Balayan · Balete · Batangas City · Bauan · Calaca · Calatagan · Cuenca · Ibaan · Laurel · Lemery · Lian · Lipa · Lobo · Mabini · Malvar · Mataasnakahoy · Nasugbu · Padre Garcia · Rosario · San Jose · San Juan · San Luis · San Nicolas · San Pascual · Santa Teresita · Santo Tomas · Taal · Talisay · Tanauan · Taysan · Tingloy · Tuy